# Маклауд, Аласдер Кротах
Аласдер Кротах Маклауд (англ. Alasdair Crotach MacLeod; 1450–1547) - восьмой вождь клана Маклауд (1480-1547). Он был первым вождем Маклаудов, которого не похоронили на острове Иона.
Шотландско-гэльское слово  Crotach  означает  «Горбатый» , и это прозвище относится к ранам, которые он получил во время боя, которые искалечили его на всю оставшуюся жизнь. Могила Аласдера Кротаха — одна из самых великолепных резных гробниц своей эпохи в Шотландии. Ему наследовал его сын Уильям.

## Биография

### Аласдер Горбатый
Сын и преемник Уильяма Дуба (ок. 1415 - 1480), 7-го вождя клана Маклауд (1442 - 1480). Шотландско-гэльское слово Crotach означает «Горбатый». Согласно традиции Маклаудов, Аласдер получил это прозвище во время генерального сражения, в котором он был тяжело ранен. В конце XV века Ангус Ог Макдональд, внебрачный сын Джона Макдональда, графа Росса и лорда Островов, попытался свергнуть своего отца. Ангуса поддержали все ветви клана Макдональд, а также Маклауды из Льюиса. Однако другие островные кланы, такие как Маклауды из Гарриса и Данвегана, Маклейны и Макнилы, поддержали Джона. В рукописи Баннатайна говорится, что противоборствующие кланы вели стычки на всей территории Гебридских островов. Одна из таких стычек произошла на Скай между Макдональдами и Маклаудами, когда большие силы Макдональдов во главе с «Эваном Маккейлом», сыном вождя Кланраналда, высадились в заливе Эйрд с намерением опустошить территорию Маклаудов. В это конкретное время Уильям Дуб отсутствовал, и его единственный сын Аласдер собрал силы клана и повел их на Макдональдов, которые расположились лагерем возле своих галер. Противостоящие силы столкнулись друг с другом, и Аласдер был ранен в спину Эваном Маккейлом, который владел боевым топором. Когда раненый Аласдер упал, он схватил Эвана Маккейла и тоже повалил его на землю. Затем Аласдер убил Маккейла своим кинжалом и отрезал мертвецу голову в качестве трофея. Битва закончилась поражением Макдональдов, потерявших большую часть своих людей и десять галер. Автор рукописи утверждает, что на момент написания (около 1830-х годов) там, где, как утверждается, произошла битва, все еще можно было увидеть груды черепов и костей.

### Глава клана
Традиция Маклаудов, сохранившаяся в Баннатинской рукописи XIX века, написанной Баннатайном Уильямом Маклаудом, 10-м из Глендейла (1790-1856), гласит, что Аласдер Кротах унаследовал пост вождя после смерти своего отца в битве при Кровавом заливе в 1480 году. Ангус позже продолжил эту победу и заставил войска вторгнуться в земли Маклаудов в Троттернише. В результате замок Дантулм был захвачен Маклаудами врасплох, и клан так и не вернул себе крепость. Согласно рукописи Баннатайна, примерно в 1490 году Макдональды снова напали на Маклаудов — в так называемой битве при Глендейле. Однако историк Дж. Л. Робертс считал вероятным, что в традиции Маклауда были перепутаны несколько сражений; и что битва при Глендейле произошла гораздо позже, чем сообщает традиция Маклауда. Робертс предположил, что Макдональды могли высадиться на северо-западном побережье Ская после захвата Аласдером замка Данскейт после 1513 года; и что противоборствующие силы могли встретиться и сразиться в Глендейле. Робертс отметил, что Аласдер позже получил от Короны аренду земель Троттерниша. Эти земли в разное время принадлежали Торкилу Маклауду из Льюиса и Ранальду Бану Макдональду из Кланраналда. Например, А. и А. Макдональды заявили, что в июне 1498 года король пожаловал Аласдеру много земель на Скай, среди них были два унциата баронства Троттерниш вместе с должностью попечителя этих земель. В октябре того же года король предоставил ту же должность хранителя Троттерниша Торкилу Маклауду из Льюиса . Робертс заявил, что в 1528 году Дональд Груамах объединил свои силы со своим сводным братом Джоном МакЛаудом, старшим сыном Торкила МакЛауда из Льюиса; вместе сводные братья выгнали Аласдера из Троттерниша. Согласно Р. К. Маклауду, Аласдер был записан как арендатор rороны в Тротернише; а в 1542 году получил коронную хартию Троттерниша, Слита и Норт-Уиста. Маклауд, однако, заявил, что он не верит, что Аласдер когда-либо действительно владел этими землями (за исключением двух древних земель Троттерниша, которые его внук обменял на Уотерниш в 1610 году). Маклауд отметил, что в XV веке Маклауды потеряли около половины своих древних земель: часть Норт-Уиста была уступлена вождем Иэном Борбом в 1406 году; Слит погиб примерно в 1435 году; и, как отмечалось выше, во время правления Аласдера Троттерниш был потерян примерно в 1482 году.

### Гебридская анархия, резня на Эгге

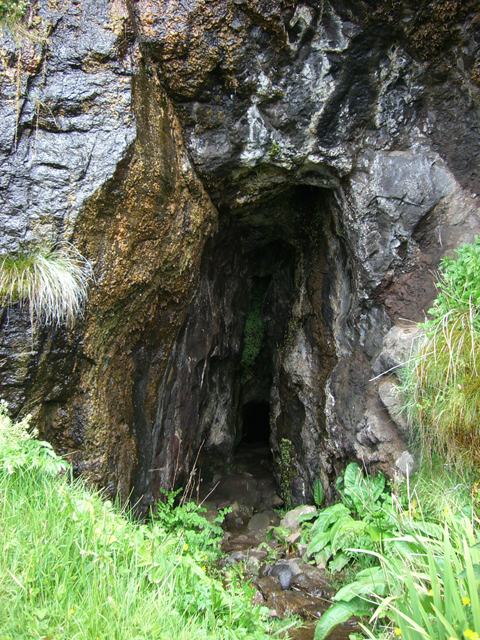
Вход в пещеру Резни на Эгге. Все население острова было хладнокровно уничтожено Маклаудами. Сообщается, что почти 400 Макдональдов были задушены внутри.

В рукописи Баннатайна говорится, что, хотя Западные острова теперь номинально находились под прямым управлением шотландской короны, местные племенные вожди взяли закон в свои руки, и, как следствие, анархия распространилась по Западному Хайленду и островам. В рукописи говорится, что самые жестокие действия были совершены между Маклаудами и Макдональдами из Кланраналда. В рукописи приводится несколько примеров вражды между кланами. Одним из таких примеров является история о бирлинне, выброшенном на берег острова Эйгг. Экипажу отказали в продовольствии, и в результате они зарезали местный скот, чтобы прокормить себя. Затем местные жители казнили большую часть команды, а троих отправили в море, где они чудесным образом были выброшены на берег острова Скай. Когда Аласдер Кротах услышал об обращении с командой, он поклялся, что не переоденется, пока все люди на островах Эгг, Рам и Канна не будут казнены. Вождь приказал подготовить шесть больших галер и вместе со своим сыном Уильямом и несколькими сотнями вооруженных людей отплыл к Малым островам. Жители островов знали о намерениях Маклаудов и попытались избежать их ярости, спрятавшись в большой пещере на Эгге. Когда Маклауды достигли острова, они ждали три дня, прежде чем обнаружили пещеру и жителей внутри.
В рукописи говорится, что Аласдер Кротах был религиозным человеком; так перед расправой над всеми местными жителями он шесть часов беспрестанно молился. Перед молитвой он заявил, что если по истечении шести часов ветер сдует вход в пещеру, то людей следует пощадить; однако, если ветер дул на вход в пещеру, их следует предать смерти. Пока Аласдер Кротах молился, ветер дул в сторону входа в пещеру, но в последний момент он стал сильно дуть в устье пещеры. Аласдер Кротах воспринял это как знак небес и приказал устроить резню. В рукописи утверждается, что затем он отплыл на Скай и оставил настоящее убийство своему сыну Уильяму, который собрал все горючие материалы, которые смог найти, поджег их и задушил всех в пещере. В рукописи говорится, что внутри умерло 395 Макдональдов и что их останки все еще находились там (примерно в 1830-х годах). За участие в резне Уильям впоследствии был известен как «Уильям Пещерный». Якову VI сообщили, что резня произошла в 1577 году, но это означает, что это событие произошло спустя годы после смерти Аласдера Кротаха. Робертс отметил, что традиция Маклауда датирует резню примерно 1510 годом. Маклауд считал, что это событие может датироваться периодом между 1502 и 1520 годами. Робертс считал, что оно датировано правлением Якова V или временем сразу после его смерти.
Пещера известна на английском языке как Пещера Резни, на шотландском гэльском языке она называется Uamh Fhraing («Пещера Фрэнсис»). Он расположен по адресу сетки NM47498352. Говорят, что сэр Вальтер Скотт посетил это место и обнаружил там кости в 1814 году, забрав с собой сувенир . Человеческий череп, найденный внутри мальчиком на отдыхе, был передан Бирмингемскому музею в 1979 году. Коронер подтвердил, что череп человеческий; Было заявлено, что он был довольно старым и принадлежал ребенку примерно пяти или шести лет.

### Дальнейшая жизнь

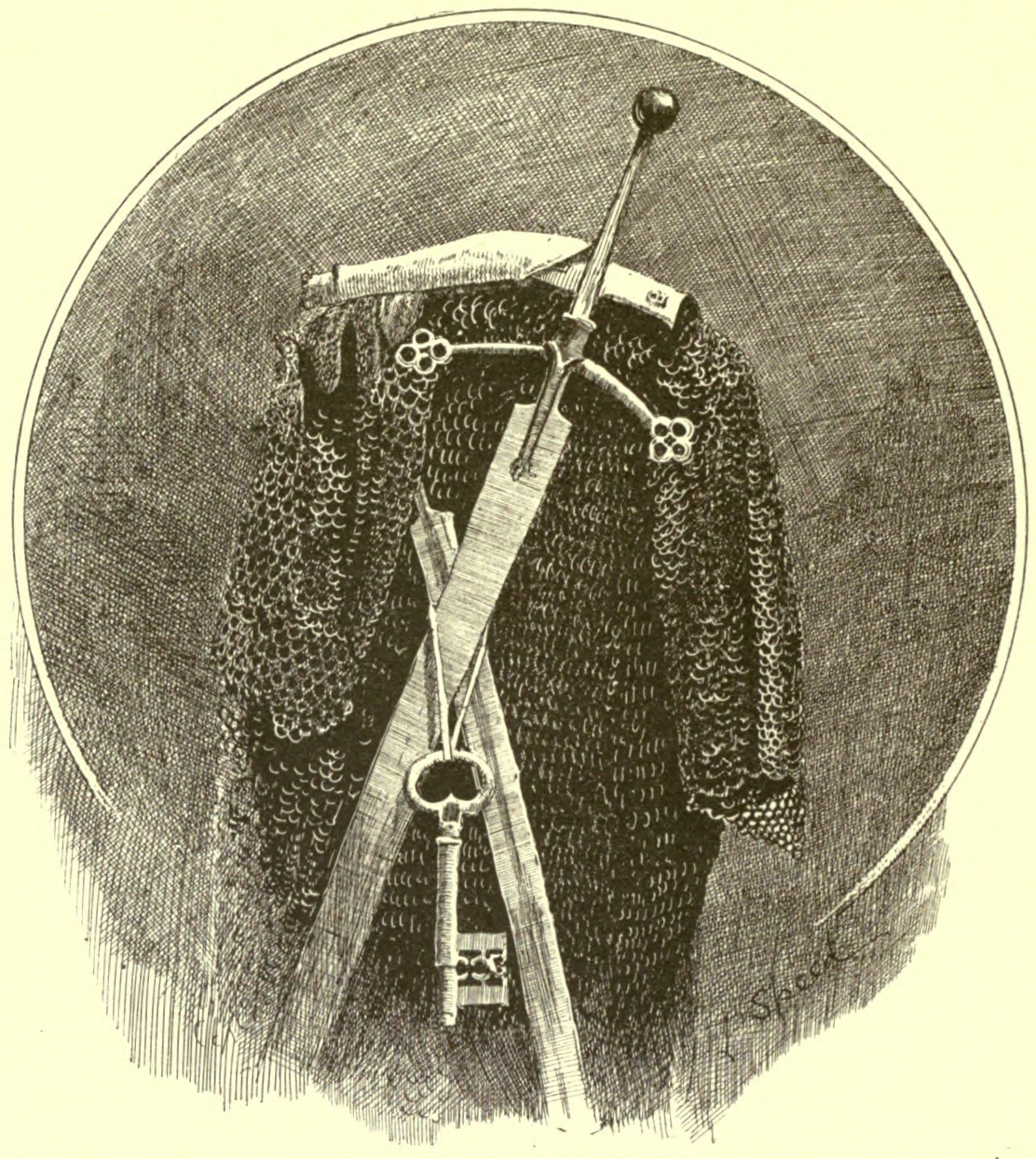
Клеймор Рори Мора.

За несколько лет до своей смерти Аласдер Кротах передал руководство кланом своему сыну Уильяму. Затем он удалился в монастырь Родель на Гаррисе. Он наделил монастырь землями и восстановил церковь. Он также построил две церкви: одну в Ник-Каперролле, недалеко от То-Хеда, и одну в Скарпе, острове недалеко от курорта Лох на западной стороне Норт-Гарриса. Маклауд заявил, что оба сейчас лежат в руинах. Аласдер Кротах также работал над замком Данвеган, где построил башню, известную под его именем.
В рукописи Баннатайна говорится, что Аласдер Кротах основал на острове Скай коллегию волынщиков. Он был человеком культуры и нанял несколько арфистов, бардов и шенахов. В рукописи утверждается, что немногие могли владеть его клеймором, и Маклауд предположил, что клеймор, хранящийся в замке Данвеган, который называется «клеймор Рори Мора», на самом деле может принадлежать Аласдеру Кротаху|group=note}}. Уильям Маклауд заявил, что меч был датирован примерно 1460 годом, то есть примерно в то время, когда Аласдер Кротах был молодым человеком.
Уильям Маклауд заявил, что Аласдер Кротах умер в 1547 году. Он был похоронен в гробнице внутри церкви Святого Климента в Роделе на острове Гаррис. Эта гробница является одной из самых богато резных гробниц в Шотландии того времени. Гробница датируется 1528 годом, примерно за два десятилетия до смерти Аласдера Кротаха. Он был первым вождем Маклаудов, похороненным на Гаррисе; говорят, что все его предшественники были похоронены на острове Иона.

## Семья и дети

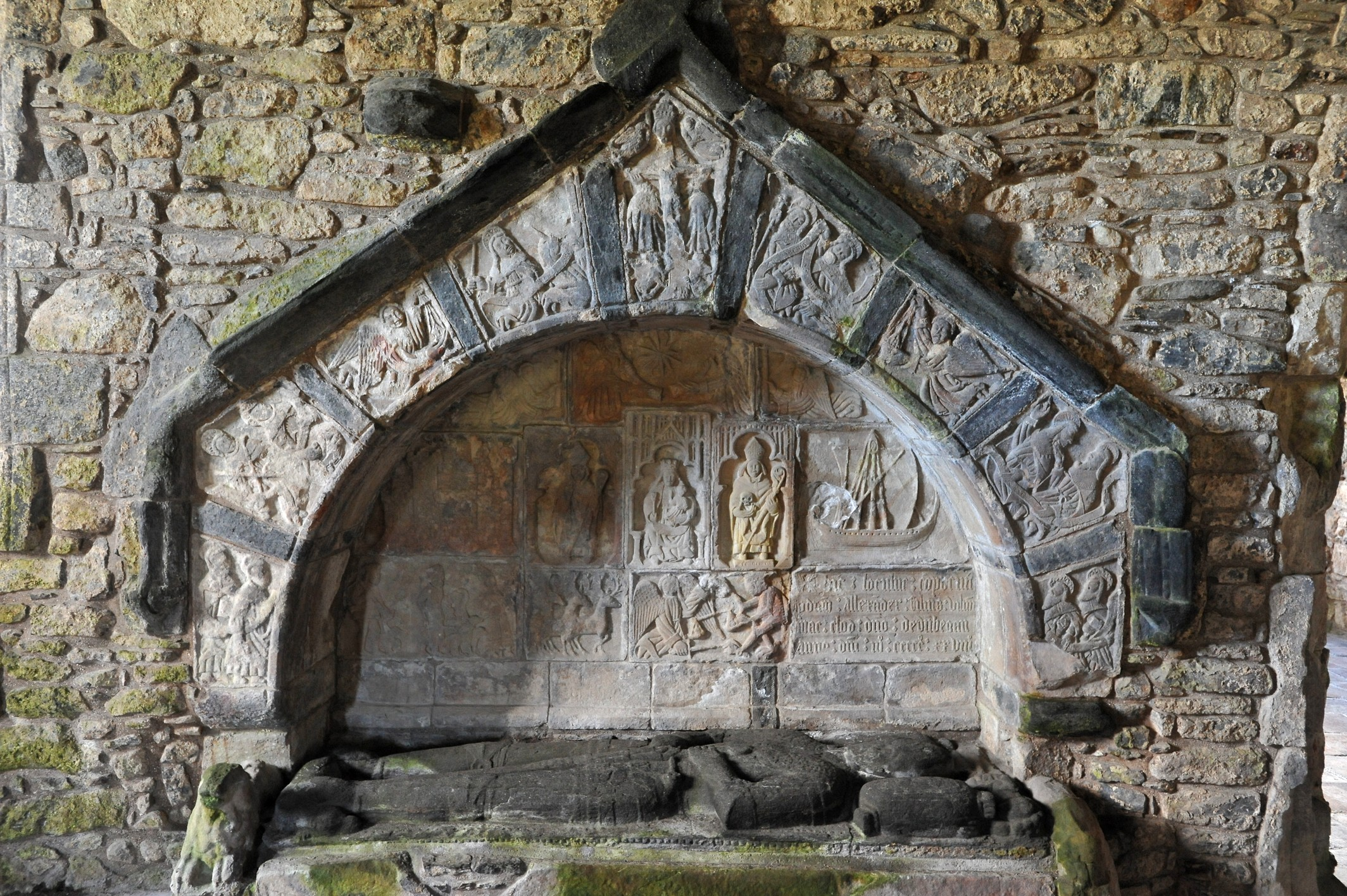
Изображение Аласдера Кротаха

Аласдер Кротах женился на дочери Камерона из Лохила. В рукописи рассказывается о том, что Аласдер Кротах все еще не был женат, хотя он уже был уже немолод. У Камерона из Лохила было десять дочерей, и он предложил ему одну из них в жены. Аласдер Кротах женился на самой младшей из них, она дожила до старости и была похоронена рядом со своим мужем. У Аласдера Кротаха и его жены было три сына и две дочери. Уильям Маклауд считал, что их брак, вероятно, был заключен в период между 1510 и 1520 годами. В рукописи Баннатайна говорится, что одна из дочерей вышла замуж сначала за Джеймса Макдональда, второго сына Макдональда из Слита; во второй раз она вышла замуж за Аллана Макиана из Кланраналда; и ее третьим мужем был Макдональд из Кеппоха. Однако, хотя в рукописи говорится, что её первый брак был с Джеймсом, историки клана начала 20-го века А. Макдональд и А. Макдональд заявили, что дочь Аласдера Кротаха вышла замуж не за Джеймса, а за его брата Джона Ога. Два историка заявляют, что её второй муж, Алан Макдональд, девятый из клана Ранальд, отрекся от неё, и что впоследствии она вышла замуж за Ранальда Макдональда из Кеппоха. В рукописи Баннатайна говорится, что вторая дочь Аласдера Кротаха вышла замуж за Гектора Маклина из Лохбуи.
В рукописи Баннатайна говорится, что у Аласдера Кротаха был внебрачный сын Дональд Гласс. В рукописи рассказывается, как этот сын находился на борту бирлинна, захваченного группой Макдональдов, и отвезенного в Норт-Уист. Дональда Гласса заковали в кандалы и на шею намотали тяжёлую гирю; его держали под стражей шесть лет, и он так и не оправился от жестокого обращения со стороны Макдональдов. Однако команде Дональда Гласса пришлось гораздо хуже; их заключили в темницу, где они умерли от голода. В рукописи говорится, что пленники ели друг друга, пока ни один не остался в живых.